# 율리야 지비차
율리야 블라디미로브나 지비차(러시아어: Ю́лия Влади́мировна Живи́ца, 1990년 5월 14일~)는 카자흐스탄의 펜싱 선수로 주 종목은 사브르이다.

## 경력
2010년 중화인민공화국의 광저우에서 열린 2010년 아시안 게임의 여자 사브르 단체전에서 동메달을 획득하였다.
2012년 런던에서 열린 2012년 하계 올림픽에서도 지비차는 카자흐스탄 대표로 여자 사브르 개인전에 출전하였다. 그러나 32강전에서 러시아의 율리야 가브릴로바를 상대하였으나 7-15로 패하였다.